# Sankt Ilgen
Sankt Ilgen est une ancienne commune autrichienne du district de Bruck-Mürzzuschlag en Styrie.